# Гамлен
Гамлен (њем. Gamlen) општина је у њемачкој савезној држави Рајна-Палатинат. Једно је од 92 општинска средишта округа Кохем-Цел. Према процјени из 2010. у општини је живјело 556 становника. Посједује регионалну шифру (AGS) 7135033.

## Географски и демографски подаци
Гамлен се налази у савезној држави Рајна-Палатинат у округу Кохем-Цел. Општина се налази на надморској висини од 350 метара. Површина општине износи 5,6 km². У самом мјесту је, према процјени из 2010. године, живјело 556 становника. Просјечна густина становништва износи 99 становника/km².